# Франссон, Йенни
Йенни Франссон (швед. Jenny Fransson, 18 июля 1987) — шведская спортсменка (вольная борьба). Чемпионка Европы 2018 года. Бронзовый призёр олимпийских игр 2016 года.

## Карьера

### ЧМ 2012
На чемпионате мира 2012 года в финале победила казахстанку Гюзель Манюрову.

### ОИ 2016
На олимпийских играх 2016 года в полуфинале проиграла японке Саре Досё.
На предолимпийском чемпионате мира в Казахстане в 2019 году в весовой категории до 68 кг, Йенни завоевала серебряную медаль и получила олимпийскую лицензию для своего национального Олимпийского комитета.